# Walter Leaf
Walter Leaf, född 26 november 1852, död 8 mars 1927, var en brittisk finansman.
Leaf var ursprungligen klassisk filolog och har bland annat utgett och kommenterat Iliaden (4 band, 1886-1902). Han ägnade sig efter 1877 åt affärsverksamhet och blev 1888 ledare för Leaf & co.. Leaf var en av initiativtagarna till Internationella handelskammaren och blev dess ordförande 1925. Han visade även intresse för svenska ekonomiska förhållanden.